# La Gauloise de Basse-Terre
La Gauloise de Basse-Terre es un equipo de fútbol de la Isla Guadalupe que juega en la Liga Guadalupense de Fútbol, la liga de fútbol más importante de la isla.

## Historia
Fue fundado en el año 1930 en la capital Basse-Terre y ha sido campeón de la Liga Guadalupense de Fútbol en 5 ocasiones, ha ganado 2 copas locales, 1 copa regional y 1 copa DOM.
A nivel internacional ha participado en 2 torneos continentales, donde nunca ha podido avanzar más allá de la Segunda ronda.

## Palmarés
- Liga Guadalupense de Fútbol: 5

1959/60, 1970/71, 1976/77, 1977/78, 1986/87
- Copa de Guadalupe: 2

1946, 2007
- - Finalista: 5

1951, 1952, 1969, 1973, 1975
- Copa Regional de Francia: 1

1978
- Copa DOM: 1

1971

## Participación en competiciones de la CONCACAF
- Champions Cup: 2 apariciones

1988: segunda ronda (zona caribeña)
1990: ronda preliminar (zona caribeña)